# ستيفي آن
ستيفي آن (بالهولندية: Stevie Ann)‏ هي كاتبة غنائية ومغنية مؤلفة هولندية، ولدت في 24 يونيو 1986 في Roggel ‏ في هولندا.

## وصلات خارجية
- الموقع الرسمي
- ستيفي آن على موقع IMDb (الإنجليزية)
- ستيفي آن على موقع ميوزك برينز (الإنجليزية)
- ستيفي آن على موقع أول ميوزيك (الإنجليزية)
- ستيفي آن على موقع ديسكوغز (الإنجليزية)
- ستيفي آن على موقع قاعدة بيانات الفيلم (الإنجليزية)